# Музаффар аль-Асфізарі
Абу Хатім аль-Музаффар ібн Ісмаїл аль-Асфізарі (початок XII ст.) - математик і механік держави сельджуків, учень Омара Хаяма. На нього, як на свого попередника в механіці, вказує інший учень Хаяма - Абдуррахман аль-Хазіні.  
Основна його робота має назву Irshād dhawī al-cirfān ilā ṣinācat al-qaffān, відносно довгий текст з теорії балансу. Інші його праці, що збереглися, включають короткий виклад елементів Евкліда, текст про геометричні вимірювання та трактат про метеорологію перською мовою. 
Корпус механіки Аль-Асфазарі складається з двох наборів текстів, які опублікував Фонд ісламської спадщини.